# هنگ (دهانه)
هنگ یک دهانه برخوردی در ماه‌ است.